# Cryptoscenea novaeguineensis
Cryptoscenea novaeguineensis is een insect uit de familie van de dwerggaasvliegen (Coniopterygidae), die tot de orde netvleugeligen (Neuroptera) behoort. 
De wetenschappelijke naam Cryptoscenea novaeguineensis is voor het eerst geldig gepubliceerd door Meinander in 1972.